# Manuela Díaz Cabezas
Manuela Díaz Cabezas (Villanueva de Córdoba, 11 de desembre 1920 - 2006) Coneguda amb el sobrenom de La Parrillera, fou una dona republicana que juntament amb el seu marit i diversos familiars, formà part d'una partida de maquis anomenats Los Parrilleros que resistiren i combateren el Franquisme a la Sierra de Córdoba. La majoria foren afusellats, a ella li fou commutada la pena de mort, va patir vexacions i tortures i fou empresonada durant disset anys. La seva vida va inspirar el documental La Parrillera: Una maquis por amor.

## Biografia
Filla de Francisco i Ana Maria, era la gran de sis germans, mai estigué escolaritzada i es dedicà a les feines del camp. Procedia d'una família molt humil coneguda com Los Parrilleros, renom heretat del besavi, que confeccionava les graelles amb les quals els camperols cuinaven en focs a terra, a les llars i al camp.
L'any 1939, acabada la Guerra civil amb la derrota del bàndol republicà, s'inicià una repressió ferotge contra els vençuts: molts foren empresonats i altres obligats a incorporar-se a batallons de treballs forçats. Miguel López Cabezas, el company de Manuela Díaz, anomenat indistintament El Moraño o El Parrillero, fou un dels primers a ser detingut i apallissat. Així que el deixaren lliure, va decidir fugir a les muntanyes amb José Antonio Cepas El Lobito, Juan Álvarez de Villafranca i altres companys d'Hinojosa i de Jaén.
Manuela Díaz quedà al front de la casa, amb els fills Juanito i Adela, la mare i alguns germans. Durant gairebé dos anys fou l'enllaç dels guerrillers, els passà informació i els proveí del menjar, les eines i la roba necessària per subsistir en un medi tan hostil.
Malgrat la seva astúcia, finalment fou interceptada per la Guardia Civil. Traslladada al calabós de l'Ajuntament, la raparen al zero i fou obligada a beure aigua amb sal, estar agenollada amb els braços en creu, un totxo a cada mà, i un al cap, mentre era colpejada amb una verga, sense aconseguir que delatés ningú. Un cop en llibertat, per limitar-li la mobilitat, l'obligaren a fitxar tres vegades al dia. La situació esdevingué insostenible. El març de 1943, no tant per amor, com per supervivència, Manuela decidí echarse al monte, confiant els fills a l'àvia. Marxà acompanyada del seu germà Alfonso, en edat militar. Van viatjar en tren fins a Fuencaliente (Ciudad Real), prop de la Serra Madrona i des d'allà, a peu fins a la Solana, on s'incorporaren a la partida de maquis del seu marit El Parrillero.
La vida a les muntanyes fou plena d'ensurts, persecucions i patiments. Passaren dies sense menjar, dormint a la intempèrie, amb el perill constant de topar amb la Guardia Civil o ser denunciats pels camperols. A finals de 1943 Manuela estava novament embarassada. Mesos després, va parir sola en una cabana prop del terme de Villanueva. Al cap de disset dies, en veure's incapaç de cuidar el nadó Miguelito, el deixà a uns cortijeros de la Molina de Fernández, que el van entregar a la Guardia Civil. La criatura fou ingressada en un hospital i morí abans de l'any.
El 27 de febrer de 1944 el seu company Miguel El Parrillero fou abatut per la guàrdia civil quan intentava aconseguit menjar al cortijo El Tibio. El seu cos fou passejat i vexat per les places de Fuencaliente i Villanueva
Malgrat tot, Manuela, el seu germà Alfonso i José Antonio El lobito, encara resistiren durant uns mesos, actuant esporàdicament, fins que caigueren en un parany que els preparà la Guardia Civil. Els capturaren al cortijo de Los Herradores, Manuela es trencà el braç quan intentava fugir. Lligats de mans i peus, foren transportats i exposats a la plaça de Villanueva, on la gent de dretes exigia el seu linxament. Malgrat els extenuants interrogatoris i les pallisses, no aconseguiren fer-los parlar. Al principi foren traslladats a la presó de Ciudad Real; més tard, els homes a la Presó de Carabanchel, i Manuela a la Presó de dones de Ventas.
El 16 de desembre de 1945 foren sotmesos a consell de guerra. Manuela, el seu germà Alfonso i José Antonio Cepas Lobito foren sentenciats a mort. Finalment a ella li fou commutada la pena per trenta anys de presó, i en va complir disset a les presons d'Alcalà d'Henares, Segòvia i Ventas. Durant el seu captiveri, patí la pèrdua del seu fill Juan, de 17 anys, mort de tuberculosi, i del seu pare, mort a la presó de València, després de dotze anys de reclusió. El seu germà Alfonso i José Antònio Cepas Lobito foren executats el 21 de febrer de 1946 al camp de tir de Carabanchel, juntament amb catorze persones més.
Durant els anys de reclusió, Manuela aprengué a llegir, escriure i a confeccionar labors, amb les quals intentà ajudar econòmicament la família.
Tenia quaranta-un anys quan li arribà l'indult i fou excarcerada. Era l'any 1961 i el retorn no fou fàcil; trobà la mare convertida en una anciana prematura, i la filla, una noia que no havia vist créixer, es casà al cap de poc, emigrant a Suïssa, i deixant-la al càrrec de la primera néta durant set anys. Més tard, amb el naixement de la segona néta, es van reunir tots a Suïssa.
L'extensa investigació de l'historiador Francisco Moreno Gómez, pioner des del 1978 d'acurats estudis monogràfics sobre la República, la Guerra Civil, el Primer Franquisme i la Guerrilla, aprofundits amb la publicació el 1987 del llibre Córdoba en la Posguerra (La represión y la guerrilla 1939-1959), tragué de l'anonimat, i retornà la dignitat a la vida i la mort dels que lluitaren a la guerrilla antifranquista, silenciats i considerats per la història oficial simplement uns delinqüents i bandits.
Còrdova va voler homenatjar Manuela Díaz Cabezas donant el seu nom a una escola de formació professional per a adults.